# Eupoca
Eupoca is een geslacht van vlinders van de familie van de grasmotten (Crambidae), uit de onderfamilie van de Glaphyriinae. De wetenschappelijke naam en de beschrijving van dit geslacht werden voor het eerst in 1891 gepubliceerd door William Warren. 

## Soorten
- E. bifascialis (Walker, 1863)
- E. chicalis (Schaus, 1920)
- E. definita Munroe, 1964
- E. haakei Solis & Adamski, 1998
- E. leucolepia (Hampson, 1899)
- E. micralis Munroe, 1964
- E. polyorma (Meyrick, 1936)
- E. sanctalis (Schaus, 1912)